# Цхеквані
Цхеквані (груз. ცხეკვანი) — село в Грузії.
За даними перепису населення 2014 року в селі проживає 37 осіб.